# Veselskya griffithiana
Veselskya griffithiana là một loài thực vật có hoa trong họ Cải. Loài này được (Boiss.) Opiz miêu tả khoa học đầu tiên năm 1856.